# Benjamin Godard
Benjamin Louis Paul Godard (18. august 1849 i Paris – 10. januar 1895 i Cannes Frankrig) var en fransk komponist og violinist.
Godard var en romantisk komponist, som skrev 6 symfonier, orkesterværker, 7 operaer, Koncerter og klaverstykker.
Han var inspireret af Robert Schumann og Felix Mendelssohn.

## Udvalgte værker
- Symfoni "Gotisk" (nr. 1) (1874) - for orkester
- Symfoni "Dramatisk" (nr. 2) (1878) - for solister, kor og orkester
- Symfoni nr. 3 (1879) - for orkester
- Symfoni "Ballet" ( nr. 4) (1882) - for orkester
- Symfoni "Orientalsk" (nr. 5) (1884) - for orkester
- Symfoni "Legendarisk" (nr. 6) (1880-1885) - for orkester
- "Guelpherne" (1880-1882) - opera
- "Pedro de Zalamea" (1884) - opera
- "Jocelyn" (1888) - opera
- "Dante og Beatrice" (1890) - opera
- "Jeanne d'Arc" (1891) - opera
- "Ruy Blas" (18?) - opera
- "Vivandière" (1893) - opera
- "Romantisk koncert" (1876) – for violin og orkester